# Heriades fulvohispidus
Heriades fulvohispidus là một loài Hymenoptera trong họ Megachilidae. Loài này được Yasumatsu & Hirashima mô tả khoa học năm 1952.